# Fred Willard
Pour les articles homonymes, voir Willard.
Frederic Willard,  dit Fred Willard, est un acteur américain, né le 18 septembre 1933 à Shaker Heights (Ohio) et mort le 15 mai 2020 à Los Angeles.

## Biographie
Frederic Charles Willard naît le 18 septembre 1933 à Shaker Heights, dans l'Ohio.
Fred Willard commence sa scolarité à la Shaker Heights High School, avant que sa mère ne décide de l'envoyer à l'institut militaire du Kentucky (KMI)(p354). Il précise à propos du KMI :

« Toute l'école partait à Venice, en Floride, pendant l'hiver. Après les vacances de Noël, nous passions trois mois sur la côte ouest de la Floride. C'était beaucoup plus décontracté et véritablement amusant. La véritable école n'existe plus. Ironiquement, maintenant c'est une ferme de rééducation pour la drogue et l'alcool. »

Fred Willard a réalisé un Rifftrax avec Michael J. Nelson (en) pour le film Fusée pour la Lune.

## Filmographie
- 1967 : Teenage Mother : Coach
- 1968 : Operation Greasepaint (TV) : Bower
- 1969 : Model Shop : Gas Station Attendant
- 1970 : Jenny (en) :
- 1973 : The Harrad Experiment : The Ace Trucking Company
- 1973 : The Burns and Schreiber Comedy Hour (série télévisée) : Regular
- 1974 : Harrad Summer :
- 1975 : La Cité des dangers (Hustle) : l'interrogateur
- 1976 : Sirota's Court (série télévisée) : H. R. 'Bud' Nugent
- 1976 : How to Break Up a Happy Divorce (en) (TV) : Lance Colson
- 1976 : Chesty Anderson, USN : Peter (agent FBI)
- 1976 : Transamerica Express (Silver Streak) : Jerry Jarvis
- 1977 : Forever Fernwood (série télévisée) : Jerry Hubbard
- 1977 : Touche pas à mon gazon (Fun with Dick and Jane) de Ted Kotcheff : Bob
- 1977 : Cracking Up :
- 1977 : Escape from Bogen County (TV) : Pearson
- 1978 : America 2-Night (série télévisée) : Jerry Hubbard
- 1979 : Flatbed Annie & Sweetiepie: Lady Truckers (TV) : Jack LaRosa
- 1979 : Americathon (en) de Neal Israel : Vincent Vanderhoff
- 1979 : Les Vampires de Salem (Salem's Lot) (TV) : Larry Crockett
- 1980 : Les nanas jouent et gagnent (How to Beat the High Co$t of Living) de Robert Scheerer : Robert
- 1980 : The Tom and Dick Smothers Brothers Special I (TV) : lui-même
- 1980 : First Family (en) : Presidential Assistant Feebleman
- 1981 : The Perfect Woman (TV) : King Kroger
- 1982 : National Lampoon Goes to the Movies : président Robert Fogerty - 'Success Wanters'
- 1984 : Spinal Tap (This Is Spinal Tap) : colonel On Military Base
- 1985 : The History of White People in America (TV) : Hal Harrison
- 1985 : Lots of Luck (TV) : A. J. Foley
- 1985 : Les Zéros de conduite (Moving Violations) : Terrence 'Doc' Williams
- 1986 : The History of White People in America: Volume II (TV) : Hal Harrison
- 1987 : D.C. Follies (série télévisée) : The Bartender
- 1987 : Roxanne : Maire Deebs
- 1987 : Ray's Male Heterosexual Dance Hall : Tom Osborne
- 1988 : Portrait of a White Marriage : Hal Harrison
- 1988 : Martin Mull Live from North Ridgeville, Ohio (TV) :
- 1988 : The Best of Sid & Marty Krofft's D.C. Follies, Volume 1 (vidéo) :
- 1989 : I, Martin Short, Goes Hollywood (TV) : Psychiatre
- 1990 : Access America (série télévisée) : Host
- 1991 : High Strung : Insurance Salesman
- 1992 : The Tonight Show with Jay Leno (série télévisée) : Various Characters
- 1994 : Hart to Hart: Old Friends Never Die (TV) : Reginald Cobbles
- 1994 : Sodbusters (TV) : Clarence Gentry
- 1995 : Prehysteria! 3 (vidéo) : Thomas MacGregor
- 1996 : Back to Back (TV) : Loan Officer
- 1996 : Waiting for Guffman : Ron Albertson
- 1996 : Loïs et Clark : Les Nouvelles Aventures de Superman (TV) : président Garner, 3 épisodes
- 1997 : steve.oedekerk.com (TV) :
- 1997 : Breast Men : Talk Show Host
- 1998 : Elvis Is Alive! I Swear I Saw Him Eating Ding Dongs Outside the Piggly Wiggly's : Interviewé
- 1998 : Permanent Midnight : Craig Ziffer
- 1999 : Une niche pour deux (The Pooch and the Pauper) (TV) : président
- 1999 : Can't Stop Dancing : Chester
- 1999 : La Main qui tue (Idle Hands) : Dad Tobias
- 1999 : Austin Powers 2 : L'Espion qui m'a tirée (Austin Powers: The Spy Who Shagged Me) : Mission Commander
- 2000 : Dropping Out : Paul Blanchard
- 2000 : Bêtes de scène (Best in Show), de Christopher Guest : Buck Laughlin
- 2001 : Chump Change : Manager de Steve
- 2001 : Un mariage trop parfait (The Wedding Planner) : Basil Saint Mosely
- 2001 : When Billie Beat Bobby (en) (TV) : Howard Cosell
- 2001 : How High : Philip Huntley
- 2002 : Teamo Supremo (série télévisée) : Mr Paulsen (voix)
- 2002 : Ellie dans tous ses états (série télévisée) : Fred
- 2002 : The Year That Trembled : Frank Woods
- 2002 : Teddy Bears' Picnic : sénateur Roger Dickey
- 2003 : Spellbound (TV) :
- 2003 : A Mighty Wind, titre québécois Les Grandes Retrouvailles : Mike LaFontaine
- 2003 : American Pie : Marions-les ! (American Wedding) : Harold Flaherty
- 2003 : Nobody Knows Anything! : Mr McClintock
- 2003 : Le Sapin a les boules 2: Cousin Eddie (Christmas Vacation 2: Cousin Eddie's Island Adventure) (TV) : professeur Doornitz
- 2004 : Killer Diller (en) de Tricia Brock : Ned
- 2004 : 50 Ways to Leave Your Lover : Bucky
- 2004 : Frasier : Analyzing the Laughter (TV) : analyste
- 2004 : Harold et Kumar chassent le burger (Harold and Kumar Go to White Castle) de Danny Leiner : Dr Willoughby
- 2004 : Présentateur vedette : La Légende de Ron Burgundy (Anchorman: The Legend of Ron Burgundy) : Ed Harken
- 2004 : Wake Up, Ron Burgundy: The Lost Movie (vidéo) : Ed Harken
- 2005 : L'Amour à la dérive (Love Wrecked) : Mr Riley
- 2005 : Chicken Little : Melvin - Alien Dad (voix)
- 2005 : Celebrity Autobiography: In Their Own Words (TV) : lui-même
- 2006 : Fred Willard's American Festivals (série télévisée) : lui-même
- 2006 : Street Poet : Longfellow
- 2006 : Ira and Abby (en) de Robert Cary : Michael Willoughby
- 2006 : Sexy Movie (Date Movie) : Bernie Fockyerdoder
- 2006 : Church Ball : Bishop Linderman
- 2006 : Monster House : Dad (voix)
- 2007 : Trop jeune pour elle : Marty Watkin
- 2007 : Stargate SG-1 (série télévisée) : Jacek, le père de Vala Mal Doran (saison 10, épisode 18 - Un air de famille Family Ties)
- 2007 : Big Movie : Aslo
- 2008 : WALL-E : Shelby Forthright, PDG de BnL
- 2008 : Les Sorciers de Waverly Place : Mr Stuffleby (2 épisodes)
- 2010 : Chuck (série télévisée) : Craig Turner
- 2010 : Castle (série télévisée) : Hank McPhee (saison 2, épisode 20 - Le Dernier Show The Late Shaft)
- 2010 : Be Bad! : Mr. Ferguson
- 2011 : Pour les yeux de Taylor (Accidentally in Love) (TV) : Dick
- 2011 : Les 12 vœux de Noël (12 Wishes of Christmas) (TV) : Jack Volara
- 2012 : Un été magique (The Magic of Belle Isle) : Al Kaiser
- 2013 : Max Rose de Daniel Noah : Jim Clark
- 2013 : Community (série télévisée) : Alter Pierce
- 2016 : Cinquante Nuances de black (Fifty Shades of Black) : Monsieur Black
- 2019 : Modern Family : Frank Dunphy (11 épisodes)
- 2020 : Space Force (série télévisée) : Fred Naird, le père du Général Naird